# Полёт над Веной (1918)
«Полёт над Веной» (итал. Volo su Vienna, нем. Flug über Wien) — воздушный налёт, проведённый 9 августа 1918 года итальянскими военными лётчиками под руководством поэта и националиста Габриеле Д’Аннунцио в конце Первой мировой войны. С группой из 11 самолётов типа Ansaldo S.V.A. из 87-й эскадрильи итальянских ВВС — получившей название «Серениссима» (итал. La Serenissima, по устаревшему названию Венецианской республики), поскольку эмблема эскадрильи была связана со львом Святого Марка — Д’Аннунцио преодолел более 1200 км, пролетев от военного аэродрома эскадрильи в Дуэ-Карраре до Вены. В результате рейда на столицу Австро-Венгрии были сброшены тысячи пропагандистских листовок.